# Schwerer Gustav
Schwerer Gustav - Težki Gustaf je bil nemški 800 mm železniški top, ki so ga uporabljali v 2. svetovni vojni. Zasnovalo ga je podjetje Krupp v poznih 1930ih. Top je bil sprva namenjen uničevanju utrdb na Maginotovi liniji, vendar se je kasneje uporabljal na Vzhodni fronti pri obleganju Sevastopola. Teža sestavljenega topa je bila kar 1350 ton. S kalibrom 800 mm velja za največji top uporabljen v bojne namene, s težo 1350 ton velja za najtežji mobilni top, prav tako so rekordni projektili s težo 7 ton. Dosega topa je bil okrog 40 kilometrov. Zgradili so še en identičen top "Dora". Gustafa so leta 1945 uničili, da ne bi padel v roke Rdeče Armade.